# Specifikus név
A biológiai kettős nevezéktanban a specifikus név vagy faji név a faj nevének (kettős név – binomen vagy bináris név) második része. A 
név első része a génusz (növényeknél nemzetség, állatoknál nem) neve.
Fontos, hogy a botanikai nevezéktanban a „név” alatt mindig (egy faj vagy más taxon esetében is) teljes név értendő, míg a zoológia nevezéktanban a binomen bármely részére is vonatkozhat.
Példa: Az ember tudományos neve Homo sapiens, ami a faj teljes neve, két névből áll: Homo a „generikus név”, azaz a génusz (nem) neve, a sapiens pedig a „specifikus név”.
A kettős, illetve hármas nevet nyelvtanilag úgy kell tekinteni, mint egy latin nyelvű kifejezést, ami megmagyarázza, miért szokás egy faj „latin nevéről” beszélni a helyesebb „tudományos név” helyett. A latin grammatika szabályai szerint a specifikus név lehetőségei:
- Főnév a génusz értelmező jelzőjeként: Panthera leo. Nem feltétlenül történik meg a szavak nyelvtani nem szerinti egyeztetése. Gyakran köznyelvi névről, vagy egy hasonló élőlény (specifikus vagy generikus) nevéről van szó.
- Főnév birtokos esetben.
  - Ez gyakori parazita élőlényeknél: Xenos vesparum („a darázs …-a”).
  - Emberek és helyek nevét is gyakran birtokos esetben használják: Latimeria chalumnae („Chalumnából származó”).
- Melléknév, a génusszal nyelvtani esetben és nemben egyeztetve: Felis silvestris („erdei macska”)

## Fordítás
- Ez a szócikk részben vagy egészben a Specific name című angol Wikipédia-szócikk ezen változatának fordításán alapul.  Az eredeti cikk szerkesztőit annak laptörténete sorolja fel. Ez a jelzés csupán a megfogalmazás eredetét és a szerzői jogokat jelzi, nem szolgál a cikkben szereplő információk forrásmegjelöléseként.